# Торопаца
Торопа́ца — село в Андреапольском районе Тверской области. До 2019 года административный центр Торопацкого сельского поселения.

## География
Село расположено в западной части района. Находится в 38 километрах к северо-западу от районного центра, города Андреаполь. Западная часть села выходит к Торопацкому озеру, из которого берёт начало река Торопа. Ближайший населённый пункт — деревня Заозерье.

## История
В 1735 году на погосте Торопаца был построен каменный трёхпрестольный храм во имя Знамения Пресвятой Богородицы.
В 1876 году храм имел 1800 прихожан с 219 дворов. На тот момент в церкви служил священник и два псаломщика. 
В XIX — начале XX века погост Торопаца являлся центром волости и прихода Холмского уезда Псковской губернии.
С 1936 года Торопаца стала центром сельсовета Серёжинского района Калининской области. Во время Великой Отечественной войны деревня была оккупирована в октябре 1941 года, освобождена в январе 1942 года.
В 1970—80-е годы село Торопаца центр сельсовета, центральная усадьба совхоза «Глубокое».
В 1997 году в селе имелось 114 хозяйств и проживало 306 человек. На этот момент в Торопаце располагалась администрация сельского округа, правление и центральная усадьба АО «Торопа», неполная средняя школа, магазин, библиотека, Дом Культуры и медпункт.
В 2002 году население Торопацы составило 213 человек, из них 99 мужчина и 114 женщин.
В 2005 году сельский округ стал поселением, а в 2019 году сельское поселение было упразднено.

## Население
| 1997 | 2002 | 2010 |
| ---- | ---- | ---- |
| 306  | ↘213 | ↘165 |

Национальный состав
Согласно результатам переписи 2002 года, в национальной структуре населения русские составляли 93 % от жителей.

## Инфраструктура
- Туристическая база Торопаца[8].
- Отделение связи[9].
- Магазин[уточнить].
- Сельская библиотека (основана в 1921 году[10]).

## Достопримечательности
- В Торопаце сохранились деревянные строения конца XIX века[5].
- Исток реки Торопа в 1986 году был объявлен памятником природы[11].

#### Храм во имяЦелителя Пантелеимона
9 августа 2018 года в Торопаце был освящён новый храм во имя Пантелеимона Целителя. Деревянный, заложен в 2012 году благодаря усилиям Марии Александровны Павлюк, уроженки села, в настоящее время живущей в Киеве. Литургия была совершена священниками храмов из Андреаполя и Торопца, после чего был освящён исток Торопы.

#### Часовня над истоком Торопы
Над истоком Торопы установлена надкладезная часовня во имя Александра Невского. Деревянная, имеющая кубическую форму, построена в 1890 году. 
«Построенная местными плотниками, рубленная "в обло" часовня расположена в стороне от деревни, над истоком реки Торопа. Сруб завершён четырехскатной пирамидальной кровлей с переломом, напоминающим вальмовый повал, что надежно прикрывает стены от влаги.» — описание из книги 2002 года. 
Однако в 2019 году часовня была перестроена, в результате чего, по некоторым данным, она утратила историческую ценность и была признана новоделом. По разным оценкам, перестройка зданию была не нужна и ремонт был совершён без ведома органа госохраны наследия.